# Wolfsbergen (film)
Wolfsbergen is een Nederlandse film uit 2007 van Nanouk Leopold. De film werd uitgebracht op 23 augustus van dat jaar. Leopold geeft erin een vervolg aan haar film Guernsey, het verhaal wordt wederom geleid door lichaamstaal en gezichtsuitdrukkingen en in mindere mate door dialogen. De film werd vertoond op het internationaal filmfestival van Berlijn.
Het verhaal vertelt over de opa van een familie die een einde aan zijn leven wil maken, waarna we zien hoe de rest van de familie hiermee omgaat. Hoewel de meesten van de gezinsleden het druk met zichzelf hebben, vinden ze toch de tijd om er aandacht aan te besteden.

## Rolbezetting
- Fedja van Huêt - Onno
- Karina Smulders - Eva
- Tamar van den Dop - Sabine
- Piet Kamerman - Konraad
- Catherine ten Bruggencate - Maria
- Jan Decleir - Ernst
- Merel van Houts - Haas
- Carmen Lith - Zilver
- Oscar van Woensel - Micha
- Martijn Nieuwerf - Directeur serviceflat
- Eva Damen - Tandartsassistente
- Rick Paul van Mulligen - Steward
- Alain Van Goethem - Franse arts
- Betty Schuurman - Psychiater
- Truus Dekker - Winkeldame